# Orrtjärnen (Lillhärdals socken, Härjedalen)
Orrtjärnen är en sjö i Härjedalens kommun i Härjedalen och ingår i Ljusnans huvudavrinningsområde. Sjön har en area på 0,0594 kvadratkilometer och ligger 571,1 meter över havet.

## Delavrinningsområde
Orrtjärnen ingår i det delavrinningsområde (684328-141342) som SMHI kallar för Mynnar i Sexan. Medelhöjden är 594 meter över havet och ytan är 43,29 kvadratkilometer. Räknas de 3 avrinningsområdena uppströms in blir den ackumulerade arean 128,76 kvadratkilometer. Olingan som avvattnar avrinningsområdet har biflödesordning 4, vilket innebär att vattnet flödar genom totalt 4 vattendrag innan det når havet efter 302 kilometer. Avrinningsområdet består mestadels av skog (79 procent) och sankmarker (17 procent). Avrinningsområdet har 0,06 kvadratkilometer vattenytor vilket ger det en sjöprocent på 0,1 procent.